# Käthe Ephraim Marcus

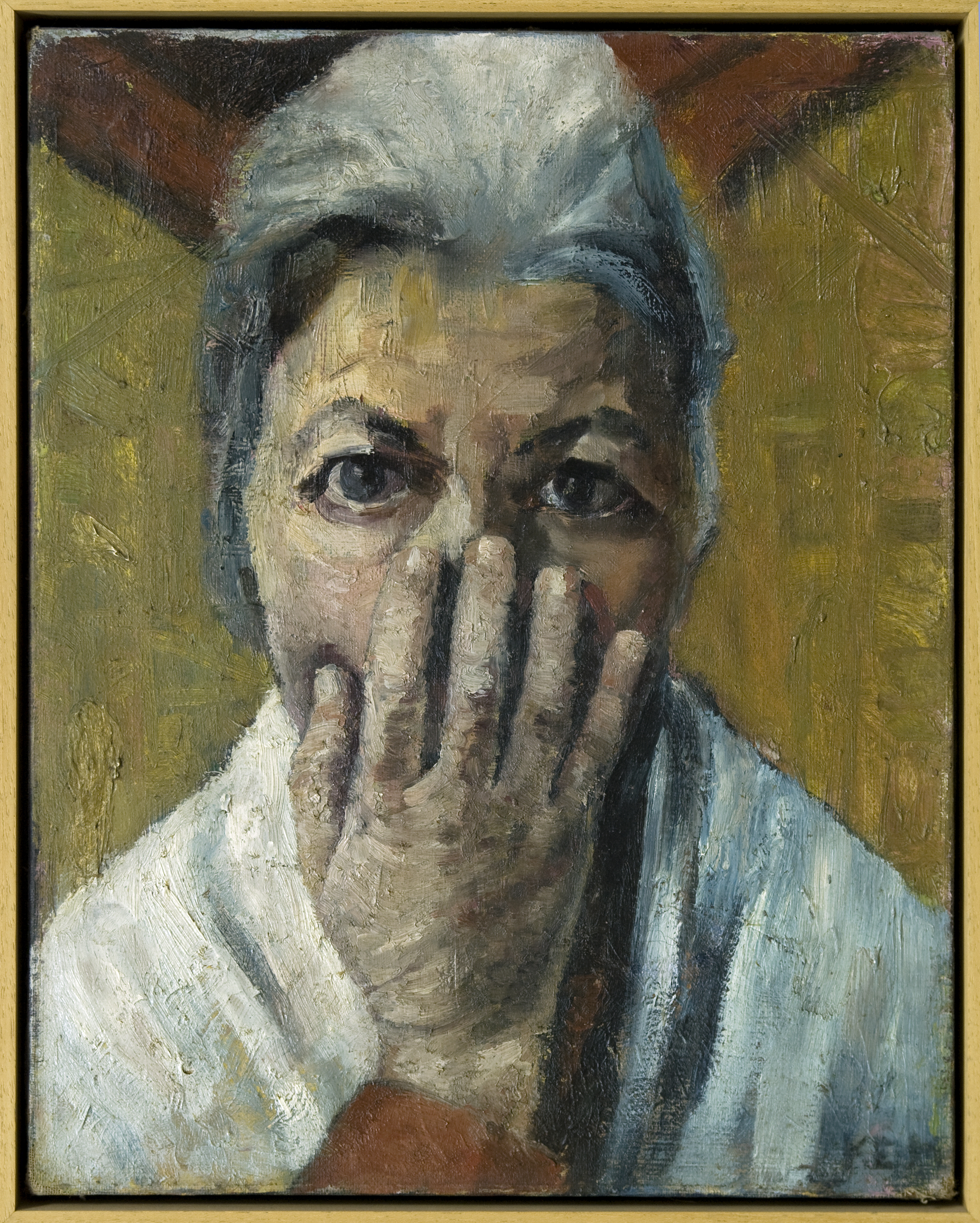
Käthe Ephraim Marcus, Selbstporträt, 1933

Käthe Ephraim Marcus, die ihre Werke meist mit K.E.M signierte (geborene Ephraim; geb. 16. August 1892 in Breslau; gest. 13. April 1970 in Ramat Gan), war eine deutsch-israelische Malerin und Bildhauerin.

## Leben

### Vor der Emigration
Käthe Ephraim Marcus wuchs als Tochter des Kaufmanns Emil Ephraim und seiner Frau Fanny in einer liberalen und kulturell anregenden Umgebung auf. Schon als Kind malte sie Porträts ihrer Klassenkameradinnen, und in ihrem Text Aus meinem Leben schrieb sie, dass sie es Eugene Spiro, der ihre Eltern gemalt und dabei ihre ersten Arbeiten gesehen hatte, zu verdanken habe, dass sie „eine gruendliche Ausbildung bekam“. Diese begann sie dann 1911 bei Hans Thoma in Karlsruhe, wo dieser Professor an der Großherzoglich-Badischen Akademie der Bildenden Künste war, der Nachfolgerin der Großherzoglich Badischen Kunstschule Karlsruhe. 1912 wechselte Ephraim an die neugegründeten Staatlichen Akademie für Kunst und Kunstgewerbe Breslau. 1913 studierte sie in Berlin bei Lovis Corinth und Max Beckmann.
1912 war Käthe Ephraim dem gerade von ihrem späteren Ehemann Joseph Marcus gegründeten jüdischen Wanderbund „Blau-Weiß“ beigetreten und wurde eine der Breslauer Führerinnen des Bundes. 1916 illustrierte sie das von Marcus herausgegebene Tagebuch für die jüdische Jugend 5677 1916-1917.
Im März 1917 heirateten Käthe Ephraim und Joseph Marcus. Aus dieser Ehe gingen die drei 1918, 1920 und 1926 geborenen Kinder Chava, Ephraim und Channah hervor. Nach Auseinandersetzungen innerhalb des „Blau-Weiß“ schieden Käthe und Joseph Marcus im Oktober 1918 aus ihren Leitungsfunktionen im Breslauer Bund aus.
1920 traf Käthe Ephraim Marcus in Berlin Käthe Kollwitz, der sie sich „als Malerin, Frau und Mutter“ eng verbunden fühlte. Auf Anraten des Malers Otto Mueller, der seit 1919 Professor an der Staatlichen Akademie für Kunst und Kunstgewerbe in Breslau war, reiste sie 1925 nach Paris, um an der Académie de la Grande Chaumière und bei André Lhote zu studieren. „Hier sah ich Natur und Menschen, die Abseitigen, die schicksalhaft in ihre Umwelt verwoben waren. Und hier erkannte ich den Weg, den ich in meiner Kunst zu gehen hatte.“ Der aber führte weg von der Grande Chaumière und André Lhote: „Ich wollte kein kleiner Lhote, kein kleiner Picasso werden, ich wollte meinen Weg gehen, der meinem Wesen entsprach.“ Dieser eigene Weg führte sie zu einem leichten und farbenfrohen Stil.
Von Paris aus unternahm Käthe Ephraim Marcus 1925 ihre erste Palästinareise, während der sie zusammen mit ihrem Mann an der Einweihung der Hebräischen Universität Jerusalem teilnahm. Was dieser Palästinaaufenthalt für ihre Kunst bedeutete beschrieb sie so:

„Waehrend ich in Deutschland selten Landschaften gemalt hatte, nahm mich hier die orientalische Landschaft gefangen. Das strahlende Licht, die Blaeue des Himmels und diese seltsamen Menschen, die mir trotz aller Fremdheit nahe waren, alles schien mir von Anbeginn vertraut. Und ıch konnte dies nicht abstrakt, etwa in suedlichen Farbkuben wiedergeben. Ich musste Jerusalem, die Gassen der Altstadt, die armen und verkommenen Alten und Jungen auf den Stufen der Strassen, musste Tiberias bei Tag und Nacht, den Kinerethsee in allen seinen Farben und Stroemungen, Safed mit seinen mysterioesen Haeusern – jedes Einzelne als eindrıngliches Naturerlebnis – in meiner Sicht wiedergeben. Ich versuchte die Menschen zu verstehen in ihrem Leid, in ihrer Tapferkeit und ihrem schweren Schaffen, die Armen und die Blinden, die vom Schicksal Geschlagenen und jene, die ihr tristes Leben als selbstverstaendlich hinnehmend, in sturem Gottvertrauen in den Alltag schwaetzen.“

1926 hatte Käthe Ephraim Marcus ihre erste Ausstellung in der Berliner Akademie der Künste, der bis 1930 weitere in anderen Städten folgten. Sie zeigte vor allem Pariser und palästinensische Landschaftsbilder und viele Porträts, darunter eine Reihe von Kinderbildern, die ihr „den Ruf einer „Kindermalerin par excellence“ einbrachten“. Auch ihre 1928 erfolgte Aufnahme in den Deutschen Künstlerbund (DKB) hatte sie einem ihrer Kinderporträts zu verdanken: „Ich hatte von meinen Kindern, vor allem von dem Juengsten als Baby, verschiedene Bilder gemalt und eines davon Kind in der Riesengebirgswiese brachte mir in Hannover 1928 die Aufnahme in den Deutschen Kuenstlerbund.“ Ebenfalls 1928 wurde sie auch Mitglied im Schlesischen Künstlerverein.
Nach dem Umzug nach Düsseldorf, wo ihr Mann eine Anstellung als Oberregierungsrat gefunden hatte, wurde sie 1930 Mitglied der Rheingruppe. 1931 folgte ihre vermutlich letzte Ausstellung in Deutschland in der Galerie der Johanna Ey in Düsseldorf. Sie selbst bezeichnete ihre Düsseldorfer Zeit, die Jahre 1930 bis 1933 als „frohe Zeit“, die ihr „viel Anregung und Freude“ gebracht habe. Sie machte die Bekanntschaft von Jankel Adler, Arthur Kaufmann und Otto Dix und porträtierte Paula Ollendorff (siehe Werke) und Ernestine Eschelbacher. Was sie mit diesen beiden Porträts zeigen wollte, beschrieb K.E.M. so:

„In diesen Portraets ging es mir weniger um die rein aeusserliche Wiedergabe; wichtiger war mir, malend deren Charakter zu erforschen, das Schicksal der Portraetierten zu erahnen und zu entdecken, was in seinem Unbewussten vorgeht.“

1932 unternahm K.E.M. ihre zweite Palästinareise und nahm an der Eröffnung der ersten Makkabiade in Tel Aviv teil. Während dieser Reise entstanden Bilder von der Bucht von Haifa und von sephardischen Kindern.

### Emigration, Leben in Palästina und Israel
Zu Beginn der Zeit des Nationalsozialismus verließ die Familie Marcus im Juli 1933 Deutschland. Zwei ihrer Kinder wurden vorab nach Palästina geschickt, während Käthe Ephraim Marcus, ihr Mann und ihre jüngste Tochter nach England gingen, um dort auf die Einwanderungsgenehmigungen für Palästina zu warten, wo die Familie sich wieder zusammenfinden wollte. Käthe Ephraim Marcus konnte in England künstlerisch nicht Fuß fassen, und zusätzlich erkrankten im kalten englischen Winter Joseph Marcus und das jüngste Kind. Im Frühjahr 1934 konnten sie zwar nach Palästina übersiedeln, doch wegen der Tuberkulose des Mannes mussten sich die Eltern kurz darauf wieder von ihren Kindern trennen, um zur Behandlung von Joseph Marcus nach Davos in die Schweiz zu reisen. Die Schwierigkeiten jener Zeit deuten sich in dem 1934 entstandenen Selbstporträt, 1933 an (siehe oben), und ebenso in dem im gleichen Jahr entstandenen Bild Die Decke stürzt über mir ein. Ada Taiber verwies ergänzend auf das zeitgleich entstandene Bild Horror, ein weiteres Selbstporträt, das „ein starker Ausdruck des Traumas der Flucht aus Deutschland und der Anpassung (oder besser gesagt, Nichtanpassung) an ihren Platz in der neuen Heimat [ist]. Es war eine Zeit der Ungewissheit, in der die Nachrichten aus Deutschland von Tag zu Tag schlechter wurden und die Verzweiflung zunahm.“
Die Jahre danach – die Familie wohnte seit 1935 im Jerusalemer Viertel Beit haKarem – waren von Existenzkämpfen geprägt. Von dem mitgebrachten Geld hatten sie zwei Häuser gekauft, mussten aber eins wieder verkaufen, um das andere in einen Gasthof – eine Bed & Breakfast-Unterkunft – umzubauen, mit dem der Lebensunterhalt verdient werden konnte. Die bislang ein eher komfortables Leben gewöhnte Käthe Ephraim Marcus musste nun die Hausarbeiten übernehmen und für die Gäste kochen, während ihr Mann den Gasthof managte. Die angespannte wirtschaftliche Situation und die beschwerlichen Lebensumstände insgesamt wurden zusätzlich vom Arabischen Aufstand der Jahre 1936 bis 1939 überschattet. Nur malend habe sie diese Zeit überstehen können. Ein Bildtitel wie Mann und Sohn auf der Wacht im naechtlichen Gebirge lassen erahnen, mit welchen Ängsten Käthe Ephraim Marcus sich auseinanderzusetzen hatte.
1942 eröffnete Käthe Ephraim Marcus ein Atelier in einem Jerusalemer Vorort. Sie schrieb, dass sie erst 1943 mit der Eröffnung eines Ateliers in der jüdischen Altstadt von Jerusalem ihre Ruhe wiedergefunden habe. Durch einen armenischen Nachbarn, der über einen Töpferofen verfügte, konnte sie sich „endlich einen alten Wunsch erfuellen und anfangen zu bildhauern“. Die meisten Arbeiten, die in den folgenden Jahren entstanden, Skulpturen ebenso wie Gemälde, überlebten jedoch nicht: Im Herbst 1947, nach dem Beginn des Bürgerkriegs im Mandatsgebiet, wurde ihr von den Engländern der Zutritt zum Atelier verwehrt. Nach Aussage von Ruth Markus wurden danach ihre verbliebenen Werke von Arabern völlig zerstört.
Im Juli 1948 übersiedelte die Familie nach Ramat Gan, da ihr Mann gebeten worden war, als Rechtsberater an der Vorbereitung der israelischen Personalausweise mitzuwirken. Für Käthe Ephraim Marcus war es „der Beginn gluecklicher Schaffensjahre“, während derer ihr Mann zugleich auch ihr Manager war und für sie in- und ausländische Ausstellungen arrangierte. Sie studierte derweil Bildhauerei bei Moshe Sternschuss (1903–1992) und setzte gleichzeitig ihre Tätigkeit als Malerin und Bildhauerin fort. 1961 lautete ihr Resümee:

„Ich habe auch abstrakte Bilder und abstrakte Skulpturen geschaffen, aber ich habe sie nie ausgestellt und zum Teil vernichtet, denn sie waren mir zu sehr aus Überlegung gefertigt. Auch für mich ist Spiel mit Farbe und reiner Form anregend, aber nicht Alles. Ich versuche mich immer wieder mit den neuen Stroemungen auseinanderzusetzen, um zu pruefen, ob etwa eine davon fuer mich Gueltigkeit hat.
 Fuer diese ‚neue‘ Malerei und Skulptur ist die Natur langweilig, erledigt und ueberfluessig. Fuer mich aber bringt auch heute noch diese die groessten Wunder hervor. Im Gegenueber der Natur und der Dinge steht dann unerwartet eine neue Form, ein neues Bild vor mir, das unerbittlich geschaffen werden muss.“

Zwischen 1950 und 1980 waren die Gemälde und Skulpturen von Käthe Ephraim Marcus in vielen Einzel- und Gruppenausstellungen zu sehen, in Israel ebenso wie auf internationaler Ebene. In einer Ausstellung im Jahre 2008 über das Jahr 1948 und die Anfänge eines israelischen Kanons in der bildenden Kunst wurden Arbeiten von ihr als Teil dieses Kanons gewürdigt. Tal Dekel bescheinigte ihr unter Bezug auf Ada Taiber (siehe: Literatur) feministische Bezüge in ihrem Werk:

„Sie stellte in Gemälden und Skulpturen oft die Beziehungen zwischen Frauen und Kindern als Teil ihrer Darstellung der neu entstehenden Nation dar. Sie identifizierte sich mit den Problemen der neuen Einwanderer, insbesondere mit denen der Frauen, die sie dann mit viel Empathie darstellte. Doch Marcus stellte auch den Krieg und seine verheerenden Auswirkungen dar und brachte damit eine feministisch-pazifistische Haltung zum Ausdruck.“

Käthe Ephraim Marcus starb 1970 in Ramat Gan; sie wurde auf dem Friedhof in Kfar Schmarjahu beigesetzt.

## Werke (Auswahl)

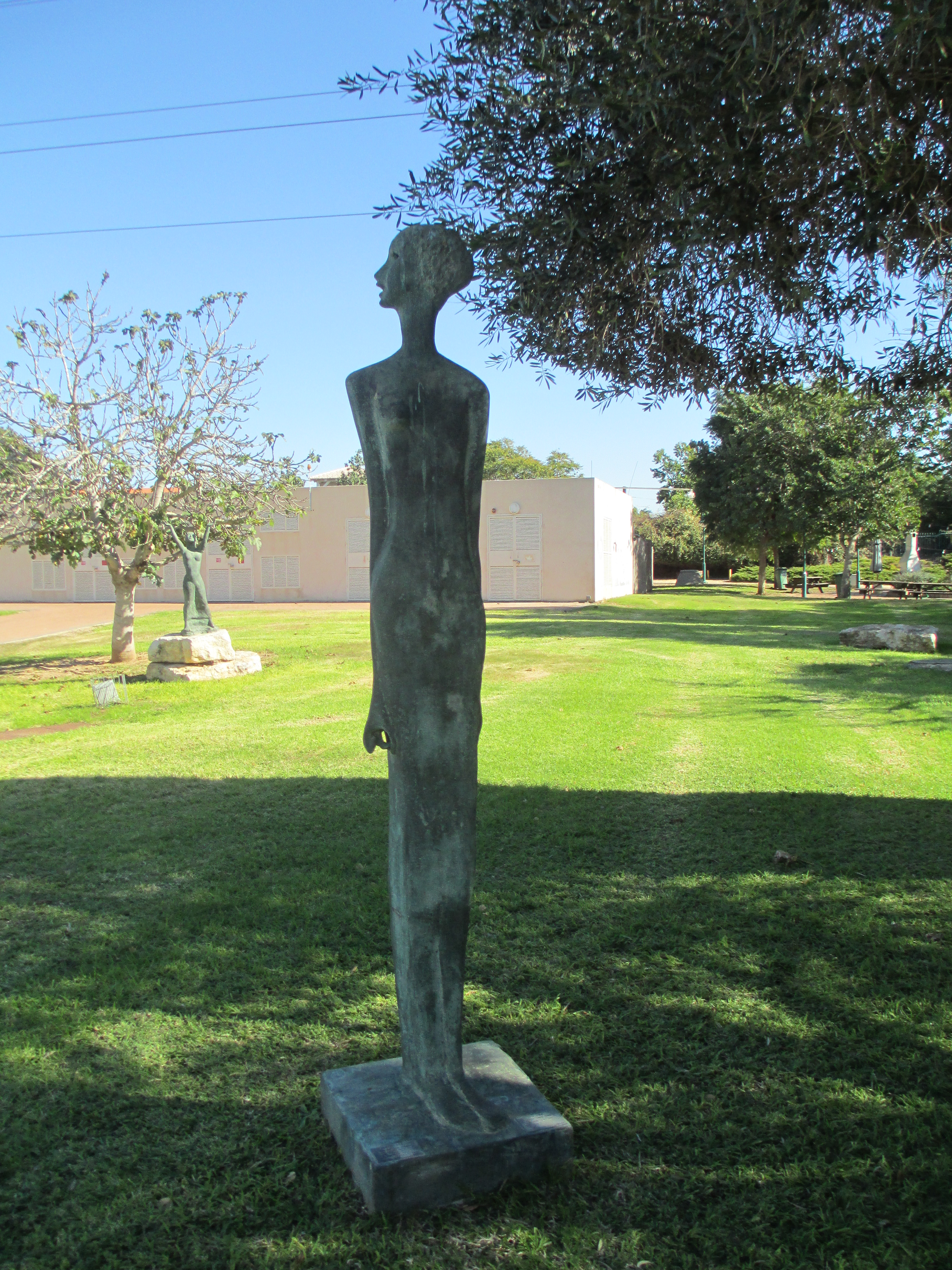
Lots Frau
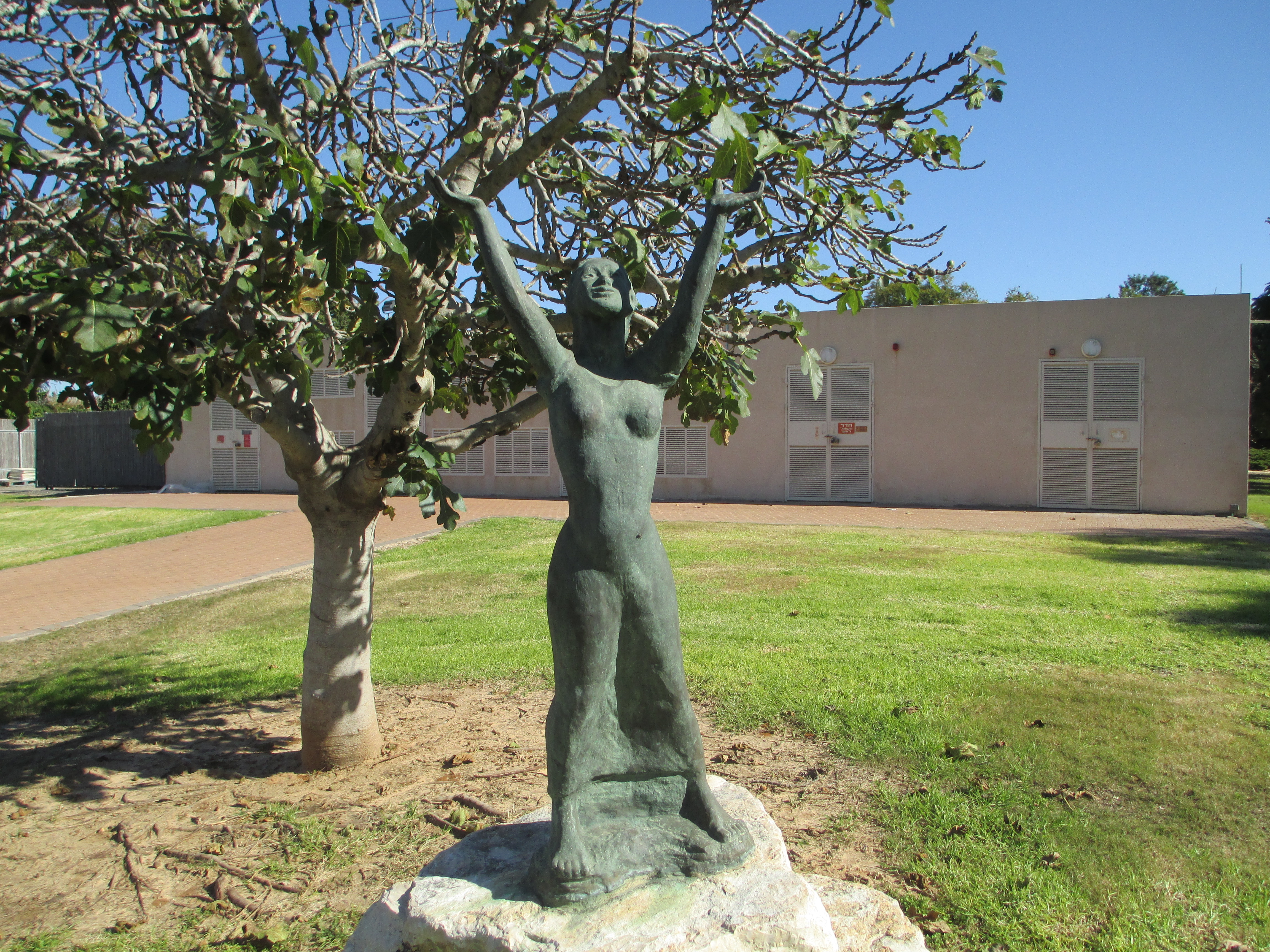

Das von Ada Taiber zusammengestellte Werkverzeichnis umfasst 80 Gemälde für die Zeit von 1916 bis 1970 und 16 Einzelskulpturen für die Jahre 1947 bis 1970 sowie den zwischen 1951 und 1957 entstandenen Zyklus Figures in Motion, der aus 12 Skulpturen besteht. Taiber unterschied zwei Haupt-Schaffensperioden: a) die Jahre in Europa und b) die israelischen Jahre. Sie konstatierte aber, dass sich der Stil von K.E.M. nicht nur zwischen diesen beiden Perioden verändert habe, sondern immer auch innerhalb jeder Periode. Auch wenn ihr Werk nicht frei von äußeren Einflüssen gewesen sei, so könne man K.E.M. dennoch nicht einer bestimmten Schule zurechnen. „Ihre Arbeiten zeichnen sich durch Einfachheit in der Form und Offenheit des Ausdrucks aus. Eine Grundstimmung von trauriger Melancholie prägt alle ihre Werke.“
Illustrationen

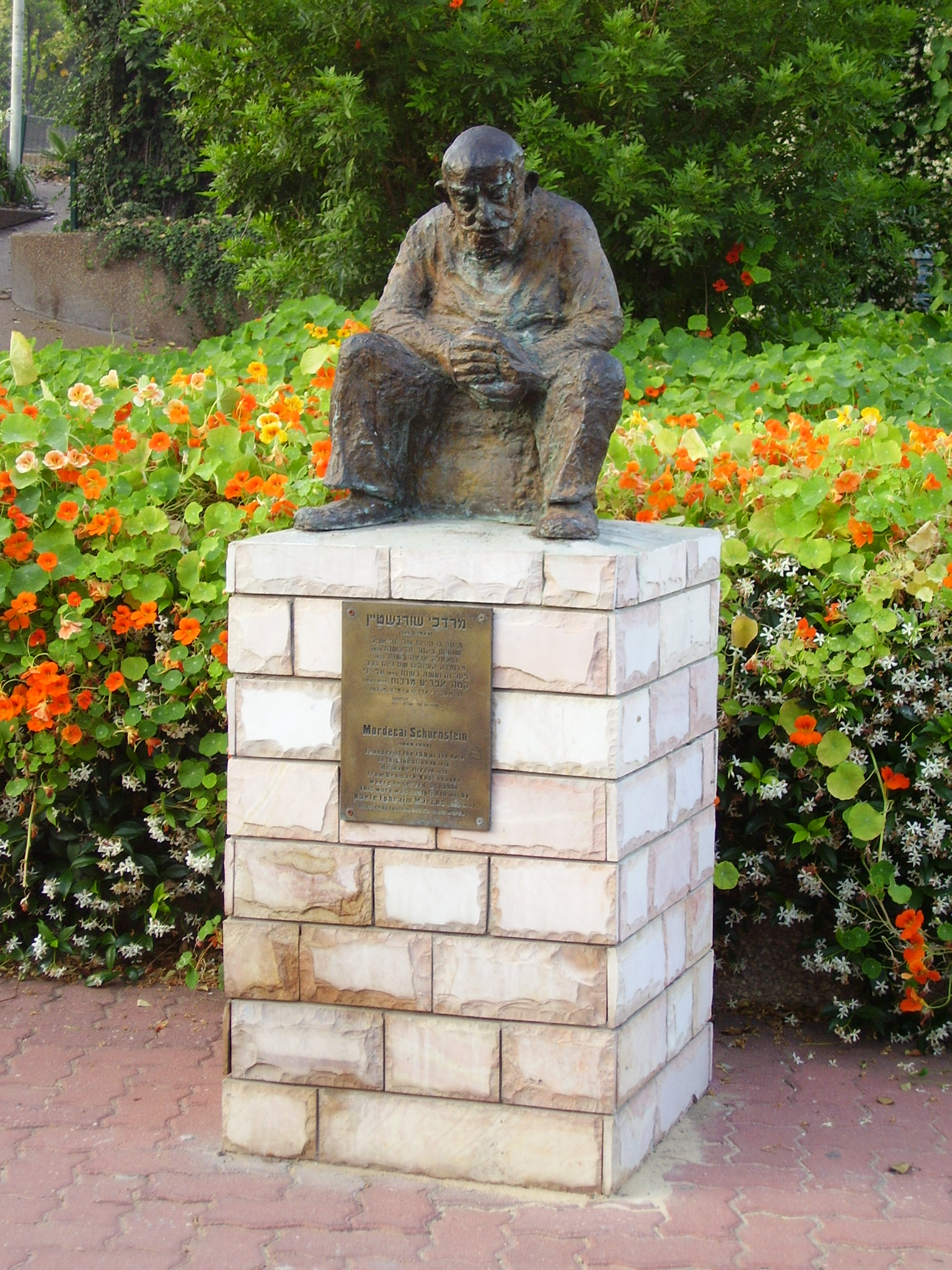
Mordechai Schornstein (im Englischen: Mordechai Shorenstein), ehemals Rabbiner und Gründer der Zoos in Tel Aviv und Jerusalem.

- Illustrationen zum Tagebuch für die jüdische Jugend 5677 1916-1917. Herausgegeben von Joseph Marcus. R. Löwit Verlag, Wien 1916.[27]
- Illustrationen zu Frieda Weißmann: Mose. Eine Erzählung für die Jugend. Kaufmann, Frankfurt am Main 1920. (Das Buch enthält 14 Bilder von Käte Ephraim Marcus.)
- Menorah. Jüdisches Familienblatt für Wissenschaft, Kunst und Literatur. Heft 11-12, November 1932. Das Heft enthält mehrere Zeichnungen von Käthe Ephraim Marcus:
  - Sephardische Kinder, S. 477.
  - Porträt Arnold Ulitz, S. 478.
  - Selbstbildnis der Künstlerin mit ihren Kindern, S. 495.
  - Porträt Paula Ollendorf, S. 496.
- Eine weitere Auswahl ist auf der Website des Center for Israeli Art zu finden.

Skulpturen im Skulpturengarten von Kfar Schmarjahu

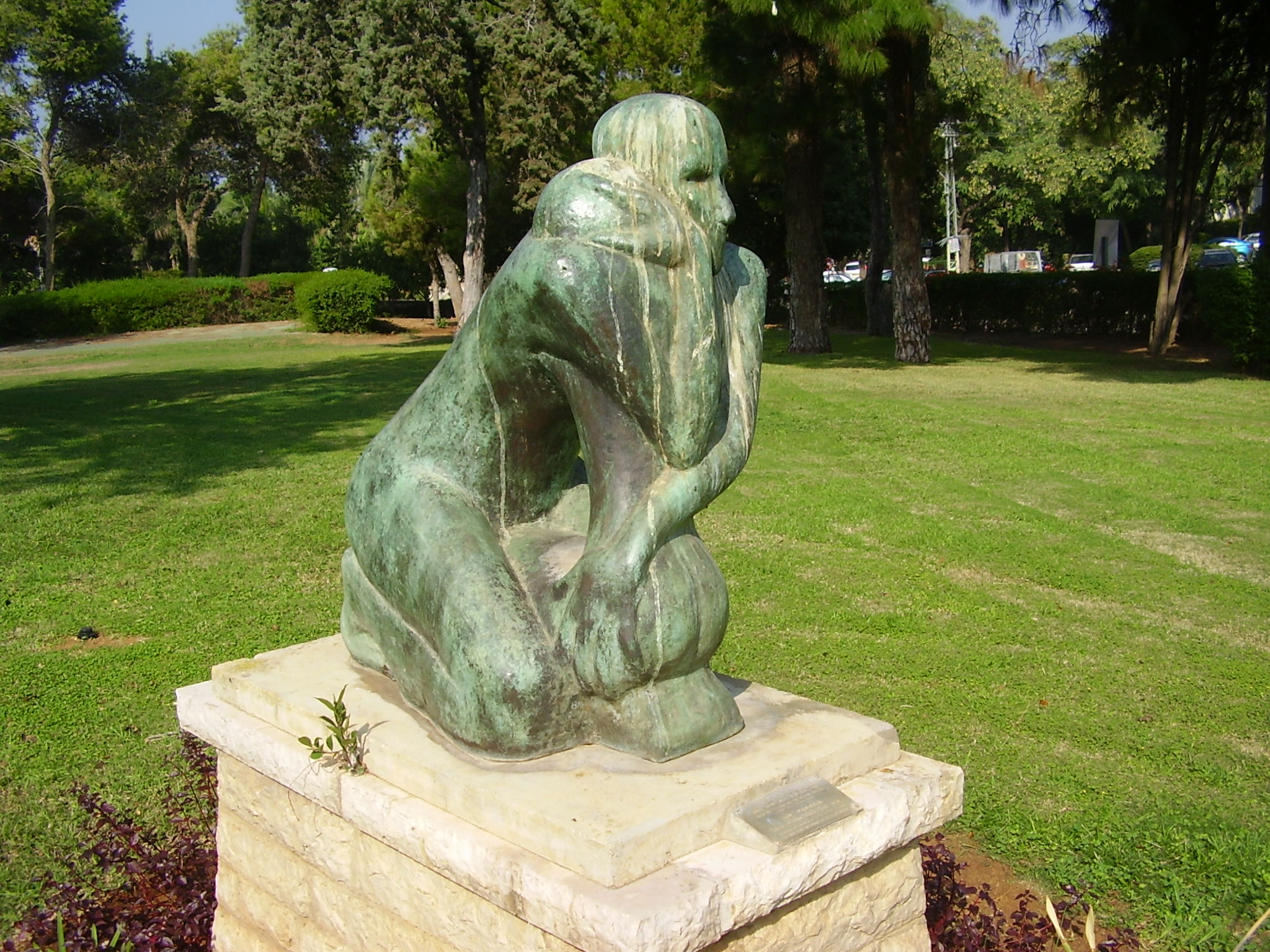
Abschied. Käthe Ephraim Marcus schuf die Skulptur 1961 nach dem Tod ihres Mannes.
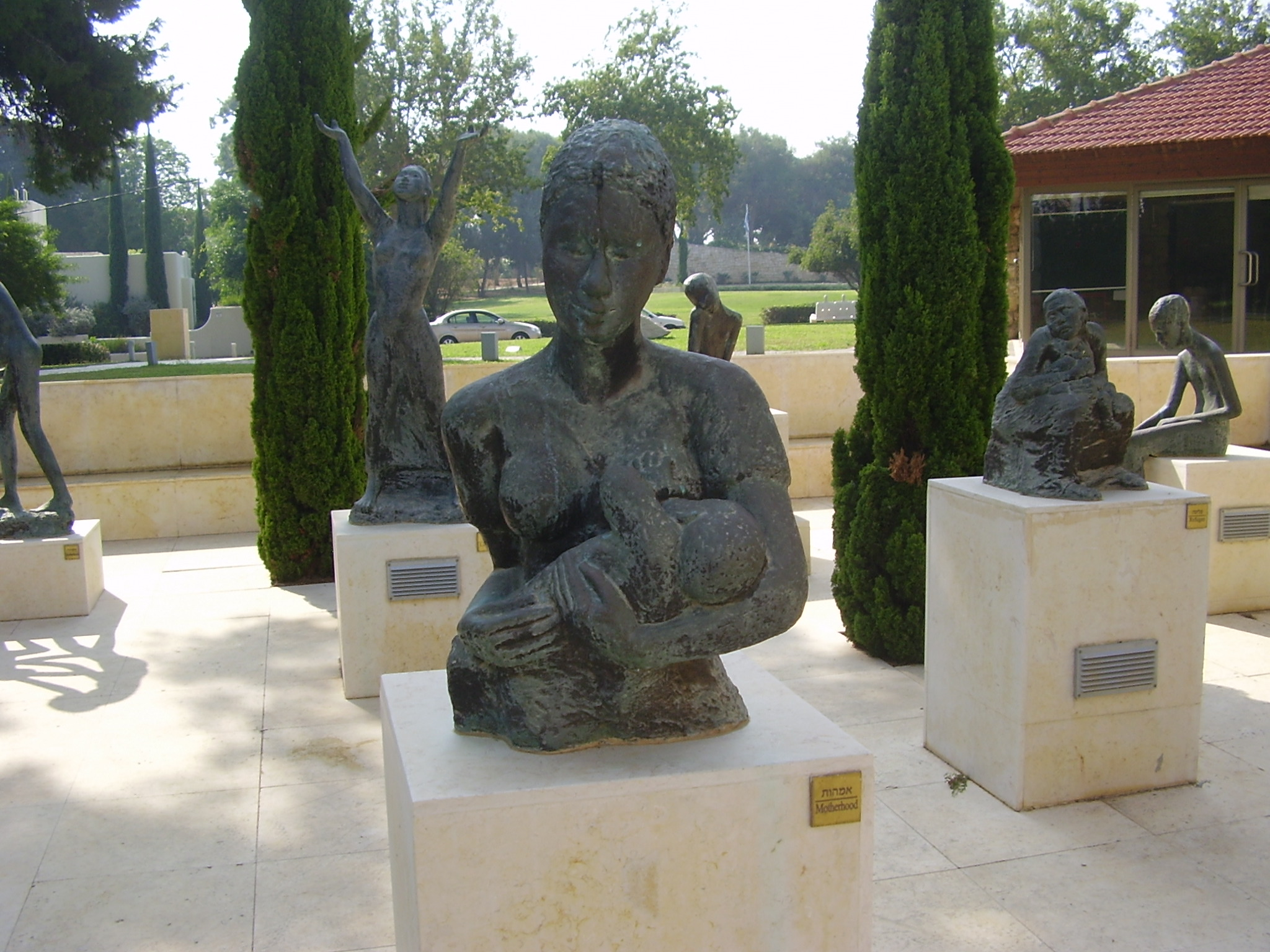
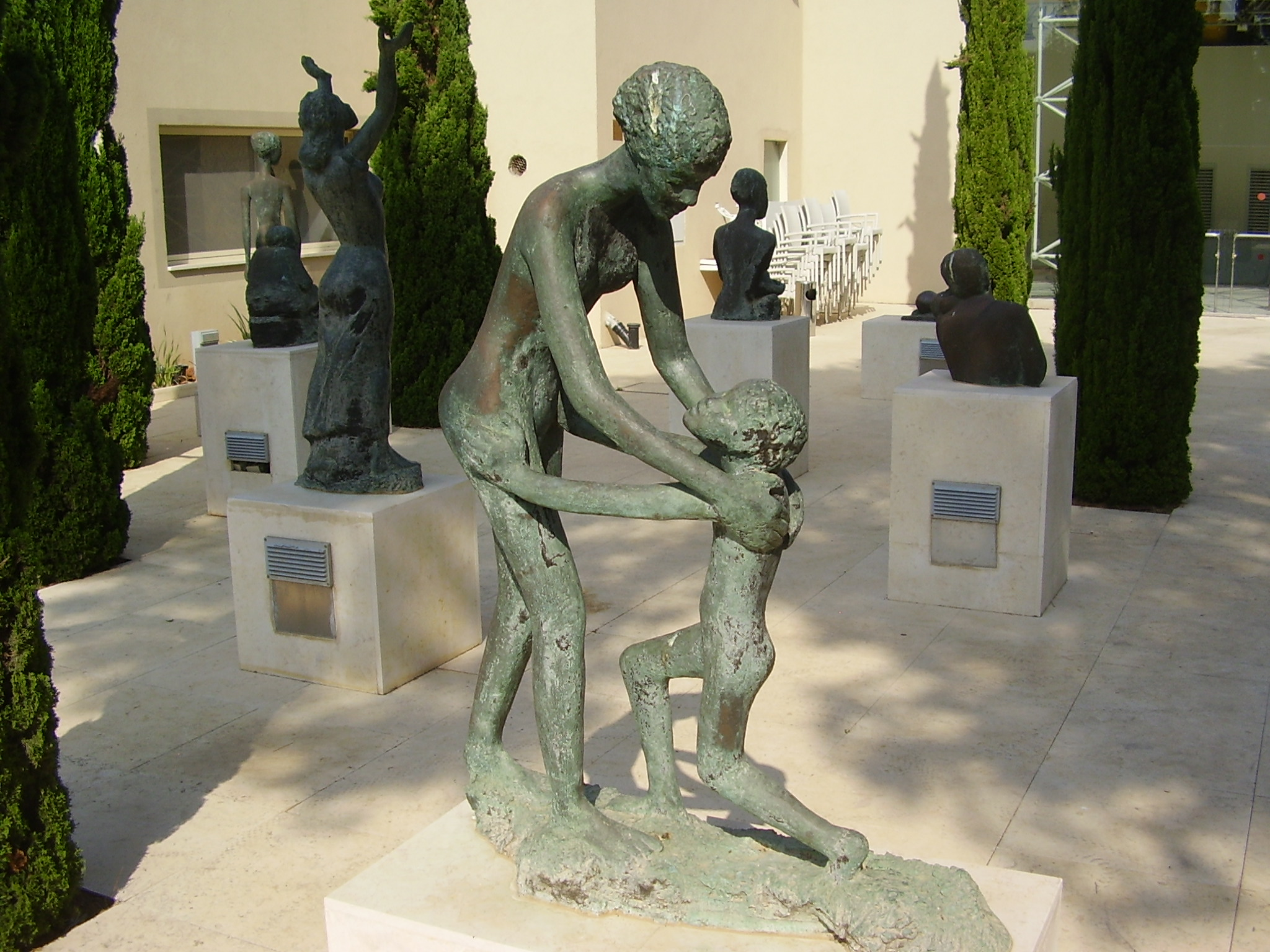
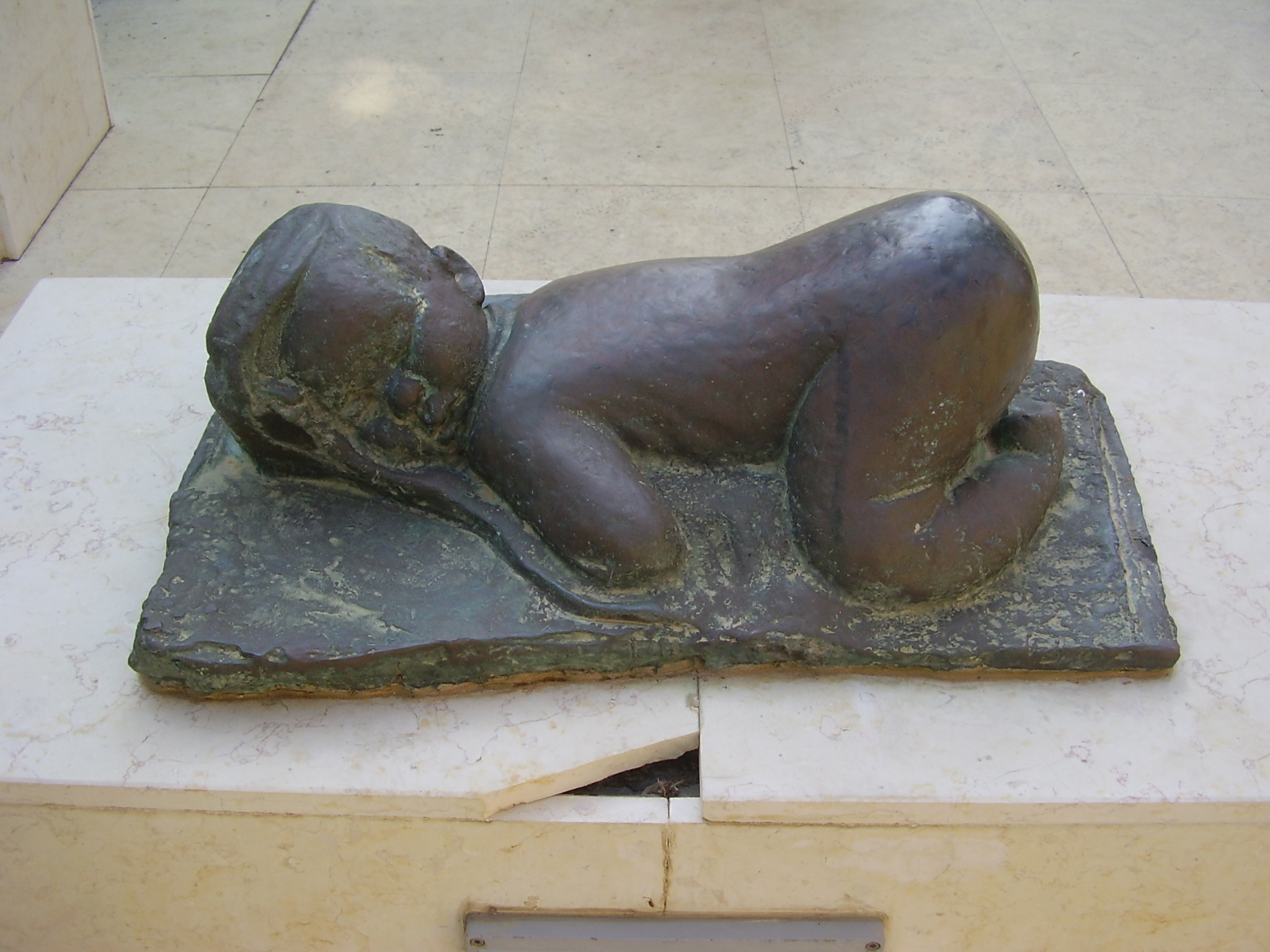
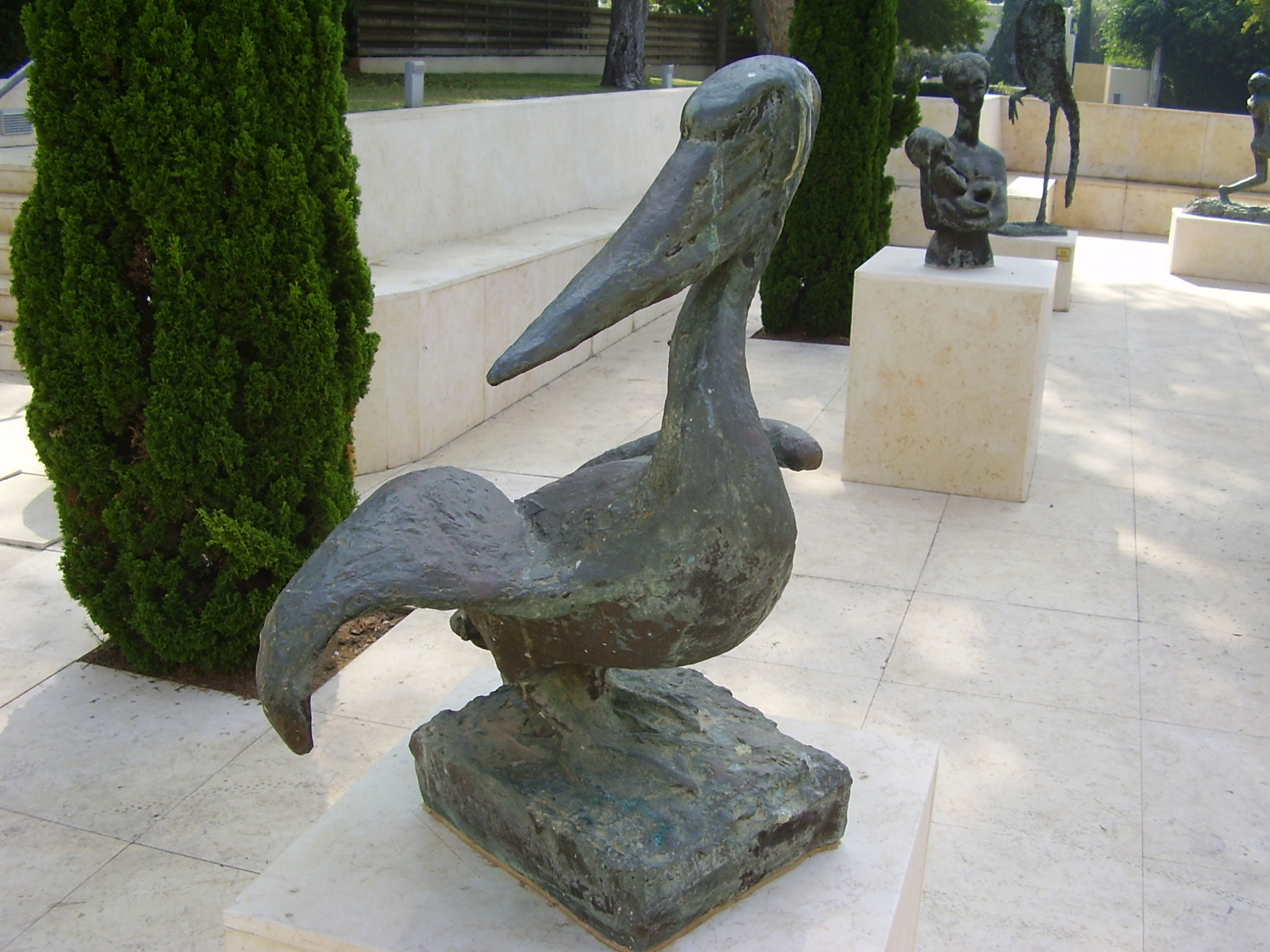
Pelikan, 1948
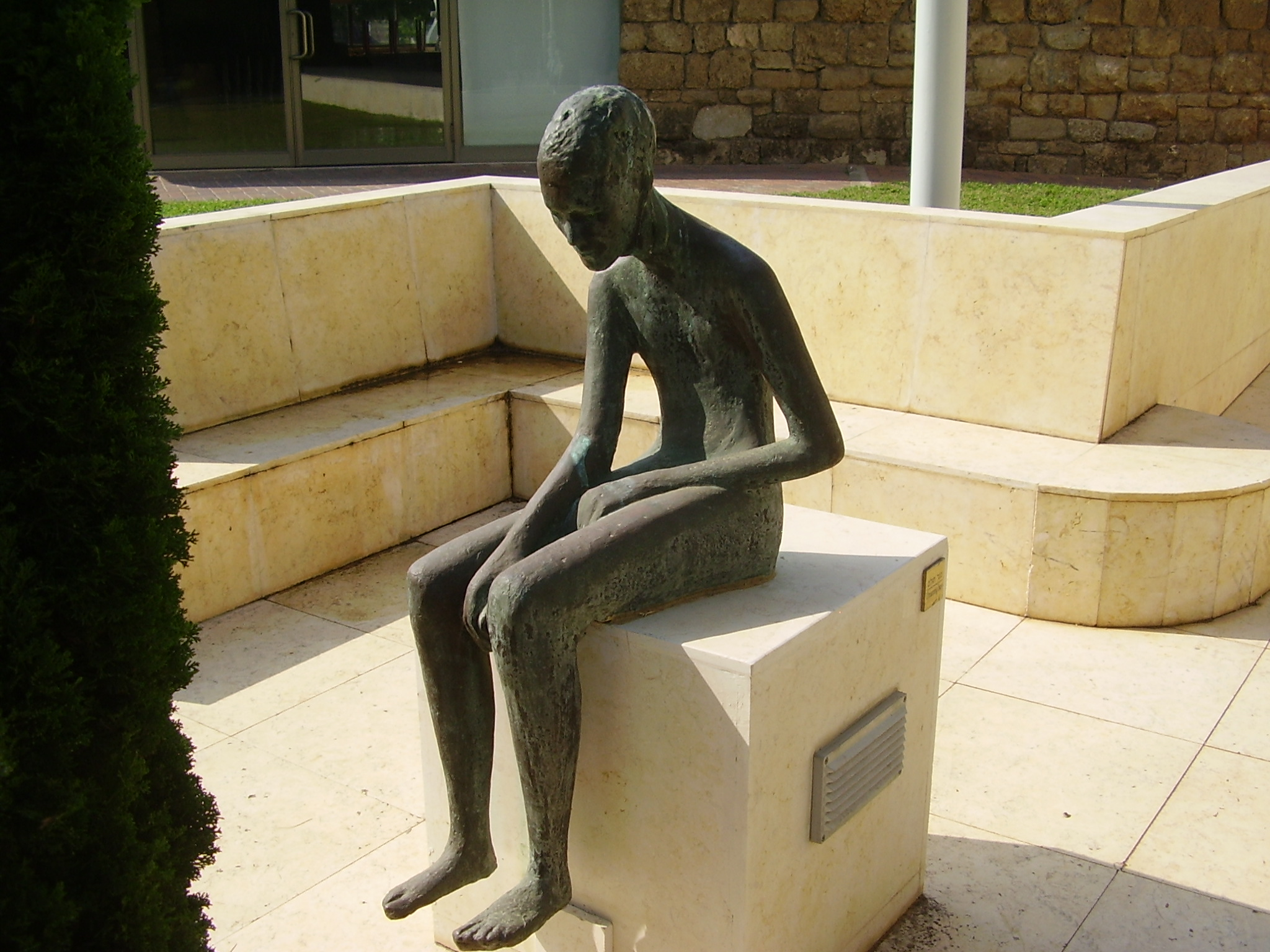
Denkender Junge, circa 1950
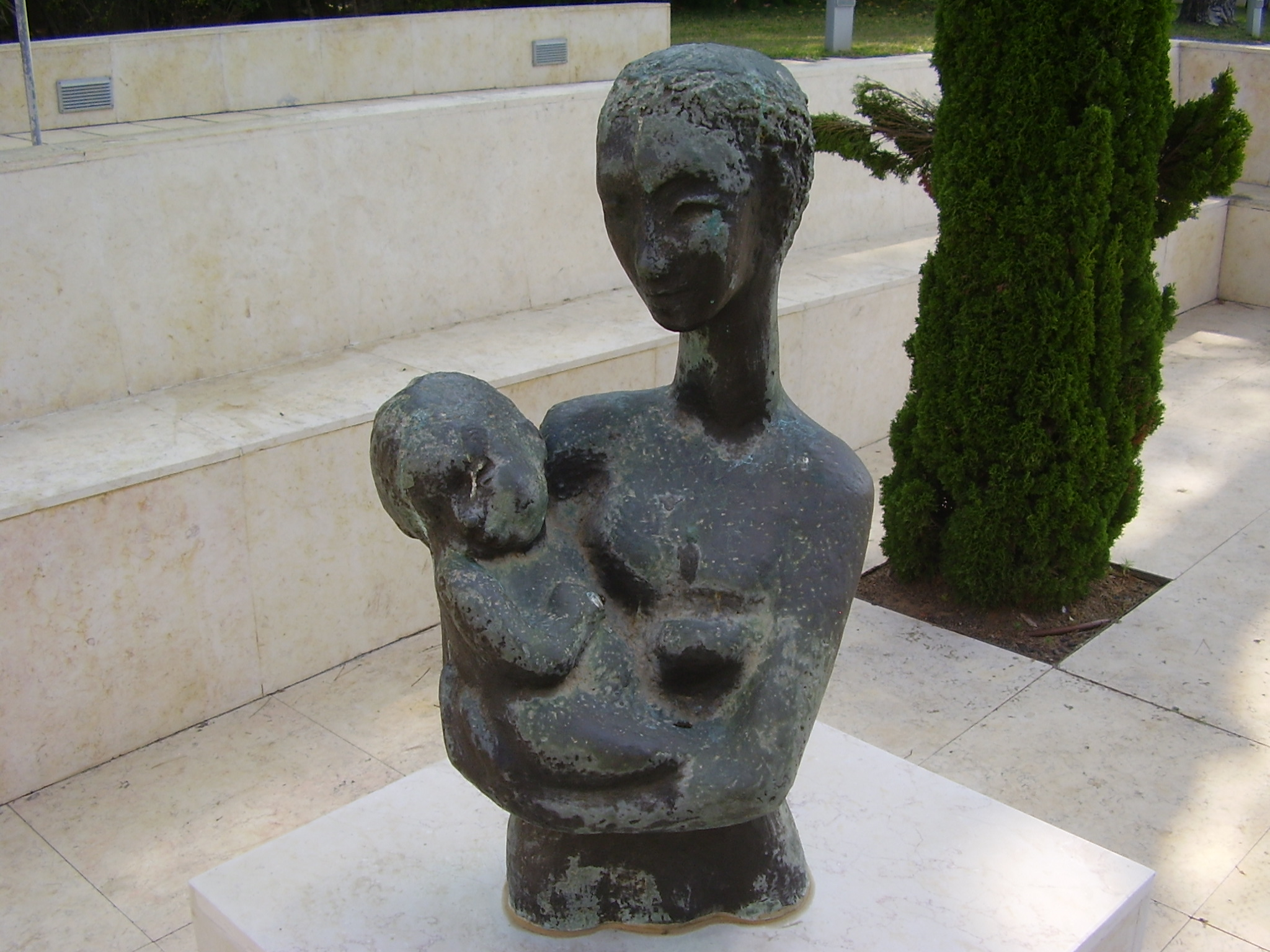

Statuen auf dem Protea Campus, Bnei Dror, östlich Even Jehudas
- Lots Frau

Schriften
- Käthe Ephraim Marcus: »Die gestaltende Frau«. In: Prager Tagblatt, 1. November 1930, S. 26 (online bei ANNO).

## Ausstellungen (Auswahl)
Einzelausstellungen
- 1950: Gemälde und Skulpturen; Mikra Studio, Tel Aviv
- 1951: Modem Art Center in Zürich.
- 1952: Jonas Galerie in Jerusalem
- 1954: Nora Art Gallery, Jerusalem
- 1957: Galerie Hella Nebelung, Düsseldorf
- 1962: Gemälde und Skulpturen; Nora Art Gallery, Jerusalem
- 1966: Nora Art Gallery, Jerusalem
- 1971: Retrospektive Gedenkausstellung; The Municipal Museum Beit-Emmanuel, Ramat Gan
- 1973: Gedenkausstellung; Nora Art Gallery, Jerusalem
- 1986: Gedenkausstellung; Nora Art Gallery, Jerusalem
- 1991: Retrospektive – Gemälde und Skulpturen; The Zur family house, Jerusalem
- 1992: Goethe-Institut, Jerusalem
- 1997: Retrospektive; Charles and Evelyn Kramer Galleries, Tel Aviv[29] Die Publikation von Ada Taiber (siehe unten) entstand als Katalog zu dieser Ausstellung.

Gruppenausstellungen
- Das Israel Museum Information Center verzeichnet für die Jahre 1943 bis 2013 25 Gruppenausstellungen, in denen Werke von K.E.M. gezeigt wurden.[28]
- K.E.M. selber erwähnt ihre Teilnahme an Ausstellungen israelischer Künstler in Sidney, Brüssel, Amsterdam und Hamburg im Jahre 1957.[8]